# Romantische Straße
Romantische Straße eller Den romantiske vej er en betegnelse for en turistrute der blev oprettet i 1950'erne. Det er en 366 km lang strækning i den sydlige del af Tyskland i delstaterne Bayern og Baden-Württemberg, mellem Würzburg og Füssen. Dette område bliver af mange turister regnet for at være et typisk tysk landskab og kulturområde.
Det findes selvstændig rute for cyklister; Radfernweg romantische Straße. Denne går gennem de samme byer, men på enten egne cykelveje eller på mindre og smallere sideveje.

## Ruten
Fra nord til syd:
- Würzburg
- Tauberbischofsheim
- Lauda-Königshofen
- Bad Mergentheim
- Weikersheim
- Röttingen
- Creglingen
- Rothenburg ob der Tauber
- Schillingsfürst
- Feuchtwangen
- Dinkelsbühl
- Wallerstein
- Nördlingen
- Harburg
- Donauwörth
- Augsburg
- Friedberg
- Kaufering
- Landsberg am Lech
- Hohenfurch
- Schongau
- Peiting
- Rottenbuch
- Wildsteig
- Steingaden og Wieskirche
- Halblech
- Schwangau, Neuschwanstein og Hohenschwangau
- Füssen